# Резолюция Совета Безопасности ООН 134
Резолюция Совета Безопасности ООН 134 — резолюция, принятая 1 апреля 1960 года после жалобы 29 государств-членов на Расстрел в Шарпевиле. Совет признал, что эта ситуация была вызвана политикой правительства Южно-Африканского Союза и что, если эта политика будет продолжаться, она может поставить под угрозу международный мир и безопасность.
В резолюции выражается гнев Совета по поводу политики и действий правительства и соболезнование семьям жертв, а также призыв к правительству принять меры, направленные на установление расовой гармонии и отказу от апартеида.
Решение принято девятью голосами; Франция и Великобритания воздержались.

## Голосование
| За (9)                                                                                    | Воздержались (2)           | Против (0) |
| ----------------------------------------------------------------------------------------- | -------------------------- | ---------- |
| - СССР - США - Китайская Республика - Аргентина - Италия - ПНР - Тунис - Цейлон - Эквадор | - Великобритания - Франция |            |

 * жирным выделены постоянные члены Совета Безопасности ООН